# Крилова Аліса Сергіївна
Аліса Сергіївна Крилова (рос. Алиса Сергеевна Крылова; нар. 21 червня 1982 року, Мирний, Якутія) — російська супермодель, міжнародна журналістка, Посол і член ради директорів Світового Благодійного Фонду WIN Foundation, переможниця конкурсів краси Місіс Росія 2010 і Mrs. Globe 2011 року. Обличчя французького дому мод Hayari Couture Paris та світового конкурсу краси «Mrs. Globe» (з 2011 року й дотепер), авторка тренінгу «Шлях до досконалості», організаторка благодійного аукціону імені Аліси Крилової.

## Життєпис
Аліса була першою дитиною в родині, у неї є  2 брата і 2 сестри. Школу закінчила екстерном із золотою медаллю, прискорено пройшовши три останні класи за два роки.

### Освіта
Перша вища освіта — Російський університет дружби народів імені Патріса Лумумби, спеціальність «Економіка і право». Друга вища освіта — Московський державний інститут сервісу, спеціальність «Антикризове управління економікою». Пройшла навчання в Школі телебачення Ольги Спіркіної «Останкіно ТВ». На даний час навчається в Рязанському державному університеті ім. С. О. Єсеніна, за спеціальністю «Теологія». Досвід моделі отримала в Російській Академії моделей під керівництвом А. С. Кулакова і модельному агентстві Слави Зайцева.

### Кар'єра
28 серпня 2011 року в Каліфорнії відбувся ювілейний 15-й конкурс краси Mrs. Globe 2011. За корону змагалися 60 титулованих одружених жінок з усього світу. Перемогу в даному конкурсі здобула Аліса Крилова. Згвдно із заявою організатора конкурсу краси Mrs. Globe 2011 і президента некомерційної благодійної організації WIN Foundation Трейсі Кембл інформаційному агентству ІТАР-ТАРС, вперше за 15 років проведення конкурсу перемогу в ньому здобула представниця Росії. Цей результат був занесений в книгу «Росія. Рекорди і досягнення».
Сьогодні Аліса затребувана на ТБ, модних показах та презентаціях, знімається для реклами та обкладинок глянцевих журналів Elle, Vogue, L'Officiel, InStyle і т. д.. Є обличчям французького дому моди Hayari Couture Paris (з 2010 р.), організаторкою благодійного аукціону імені Аліси Крилової, входить до ради директорів міжнародної благодійної організації WIN Foundation. Також проводить авторські індивідуальні та групові тренінги «Шлях до досконалості».
З 2019 року Аліса Крилова займає пост головної редакторки журналу «L'OFFICIEL» Kids "(L"OFFICIEL Діти).

### Особисте життя
Аліса одружена, виховує трьох доньок — Єву, Вікторію та Агнію. Старша дочка Єва знімається для журналів Elle і Vogue й дефілює на щорічних дитячих показах мод.

## Титули і нагороди
Аліса Крилова — володарка наступних титулів і нагород:
- Віцемісіс Москва (2010)
- Місіс Росія (2010)
- Королева подіуму (2010)
- Mrs. Globe (2011)
- Mrs. Celebrity (2011)
- Mrs. Children Charity (2011)
- Mrs. Children Spirit Charity (2011)
- Нагорода Уряду Росії «Малахітова зірка — Знамениті люди Росії» (2011)
- Премія «Кращі жінки Росії» (2012)
- Премія WIN Woman of the Year (2013).